# Осеченки

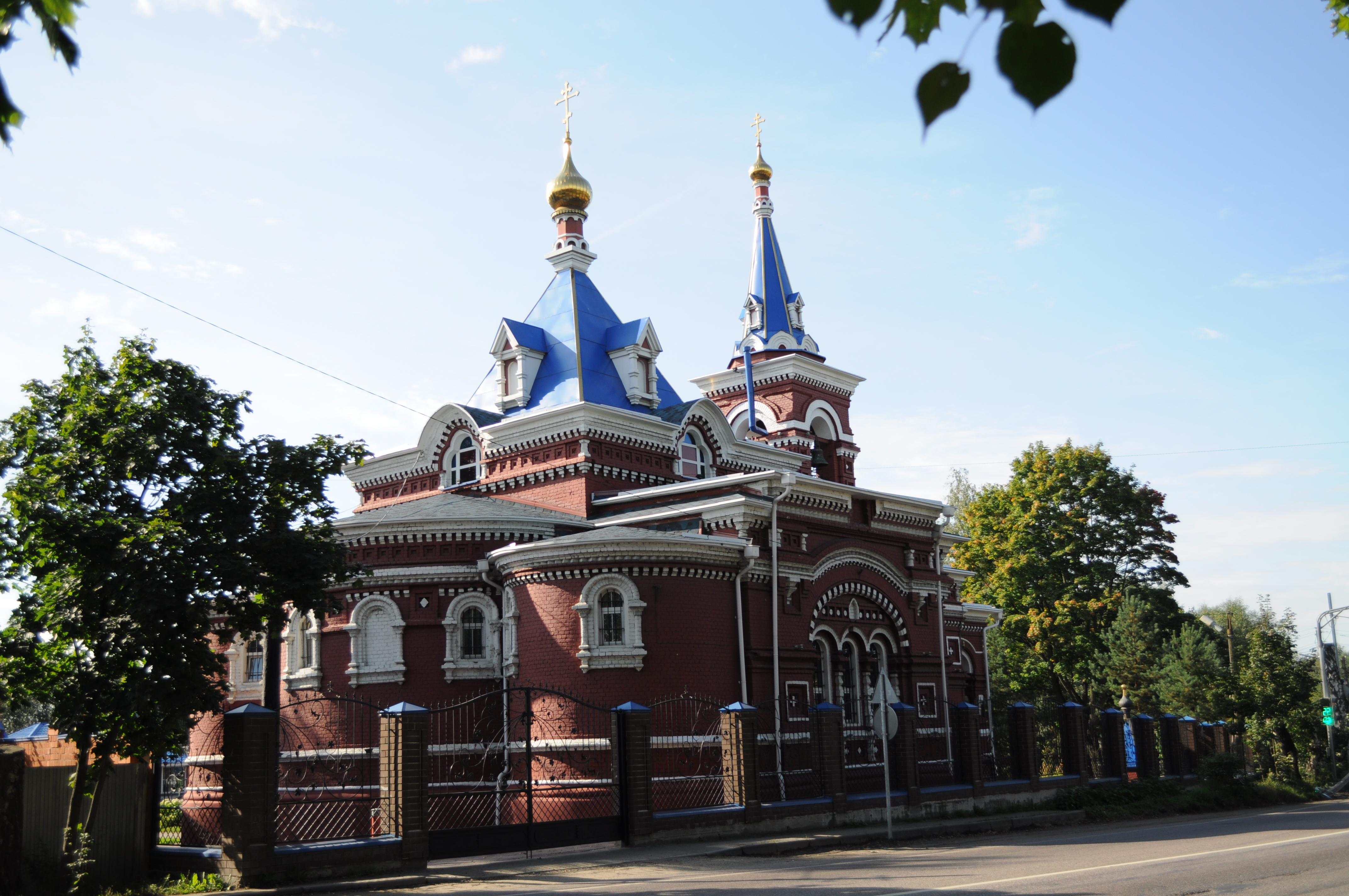
Церковь Покрова Пресвятой Богородицы на окраине деревни (перекресток Егорьевского шоссе и дороги на Зюзино)

Осе́ченки — деревня в Раменском муниципальном районе Московской области. Входит в состав сельское поселение Вялковское. Население — 489 чел. (2010).

## Название
В 1623 году упоминается как поместье деревня Осечкино и пустошь Борисковская, Лопухово тож, в конце XVII века — сельцо Борисково, Лопухово и Осечкино, в 1704 году — село Покровское, Борисково, Лопухово и Осечкино тож. На карте Генерального межевания в конце XVIII века обозначена как Покровское, Осеченки тож, в списке 1862 года — село Покровское (Сеченки, Осеченки), в 1911 году — Покровское (Осеченки), позднее только Осеченки.
Название Борисково связано с календарным личным именем Борис, Лопухово и Осечкино — с некалендарными личными именами Лопух и Осечка. Наименование Покровское деревня получила после строительства церкви Покрова Пресвятой Богородицы.

## География
Деревня Осеченки расположена в северной части Раменского района, примерно в 10 км к северо-западу от города Раменское. Высота над уровнем моря 131 м. Рядом с деревней протекает река Македонка. В деревне 30 улиц, 1 проезд и 3 тупика. Ближайшие населённые пункты — деревни Капустино и Вялки.

## История
С 1622 года деревня принадлежала князьям Василию и Феодору Андреевым-Козловским. В 1687 году на месте пустоши в деревне Осечкина князь Тимофей Афанасьевич Козловский построил деревянную церковь с престолом в честь Покрова Пресвятой Богородицы. К середине XIX века село стали называть Покровским. С 1709 года село принадлежало князьям Мещерским, а с 1860 года село — графу Н. С. Толстому.
В 1926 году деревня входила в Вялковский сельсовет Быковской волости Бронницкого уезда Московской губернии.
С 1929 года — населённый пункт в составе Раменского района Московского округа Московской области.
До муниципальной реформы 2006 года Осеченки входили в состав Вялковского сельского округа Раменского района.

## Население
| 1926 | 2002 | 2010 |
| ---- | ---- | ---- |
| 184  | ↗202 | ↗489 |

В 1926 году в деревне проживало 184 человека (85 мужчин, 99 женщин), насчитывалось 35 хозяйств, из которых 33 было крестьянских. По переписи 2002 года — 202 человека (91 мужчина, 111 женщин).